# Cyphomyrus discorhynchus
Cyphomyrus discorhynchus (també anomenat chipuma-mabwe o peix lloro Zambezi) és un peix d'aigua dolça africà, una espècie monotípica de «peix elefant» de la família dels mormírids.
Es pot trobar en diversos sistemes hídrics de Sud-àfrica i juntament amb les subespècies de Hyperopisus, al llarg del Nil-Sudan.

## Morfologia
Pot aconseguir una grandària de 31 cm.
Posseeix un cerebel (o mormyrocerebellum) de gran mida i un cervell de mida proporcional al cos comparable al dels humans, relacionat probablement amb la interpretació de senyals bioeléctriques.
A més, els canals semicirculars de l'oïda interna tenen una estructura inusual i estan relacionats amb la presència d'una bufeta plena de gas completament separada de la bufeta natatoria.

## Estat de conservació
D'acord amb la UICN, el seu estat de conservació pot catalogar-se en la categoria de «risc mínim (LC o LR/lc)».